# 南天竺寺

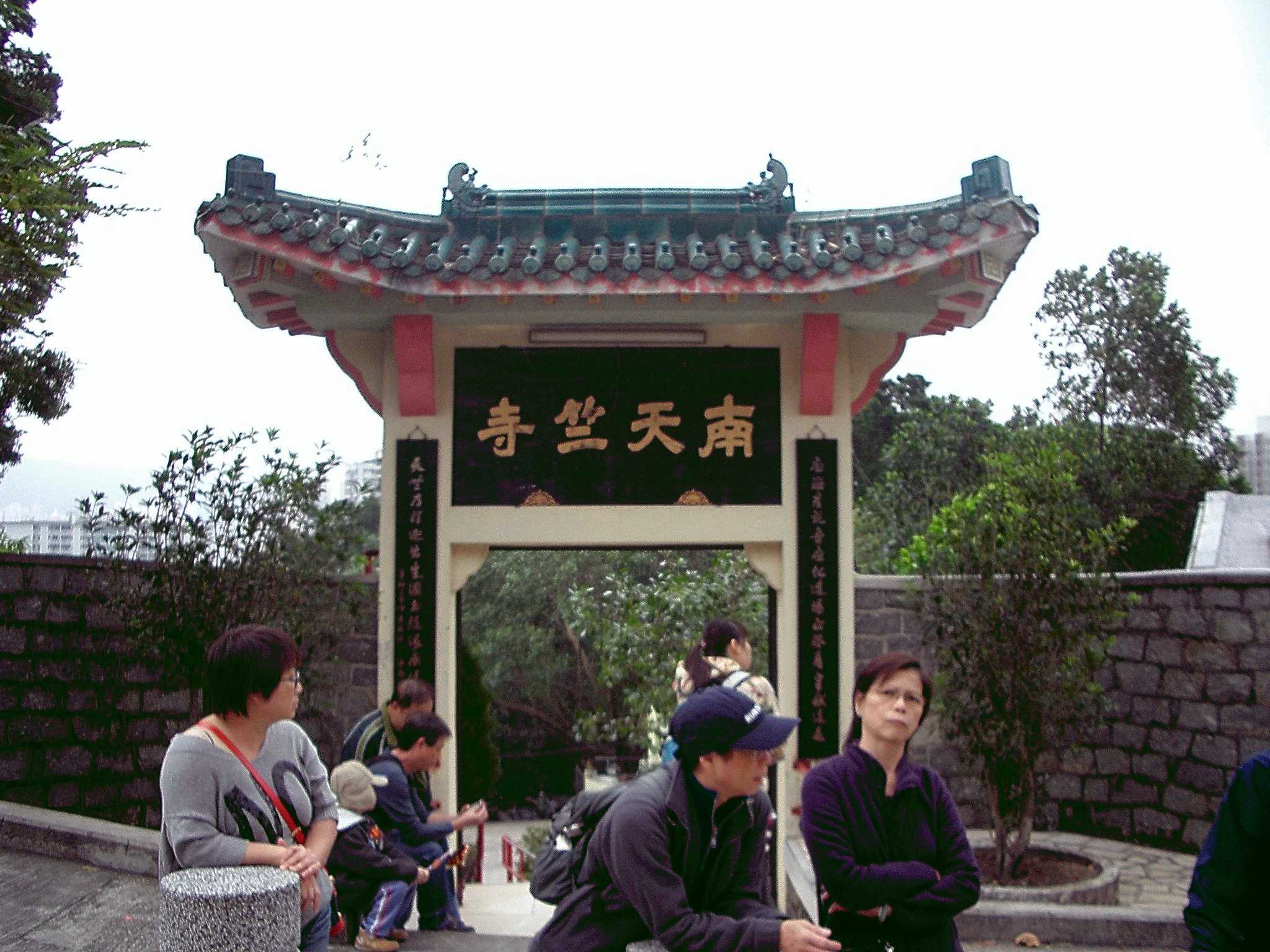
南天竺寺的山門

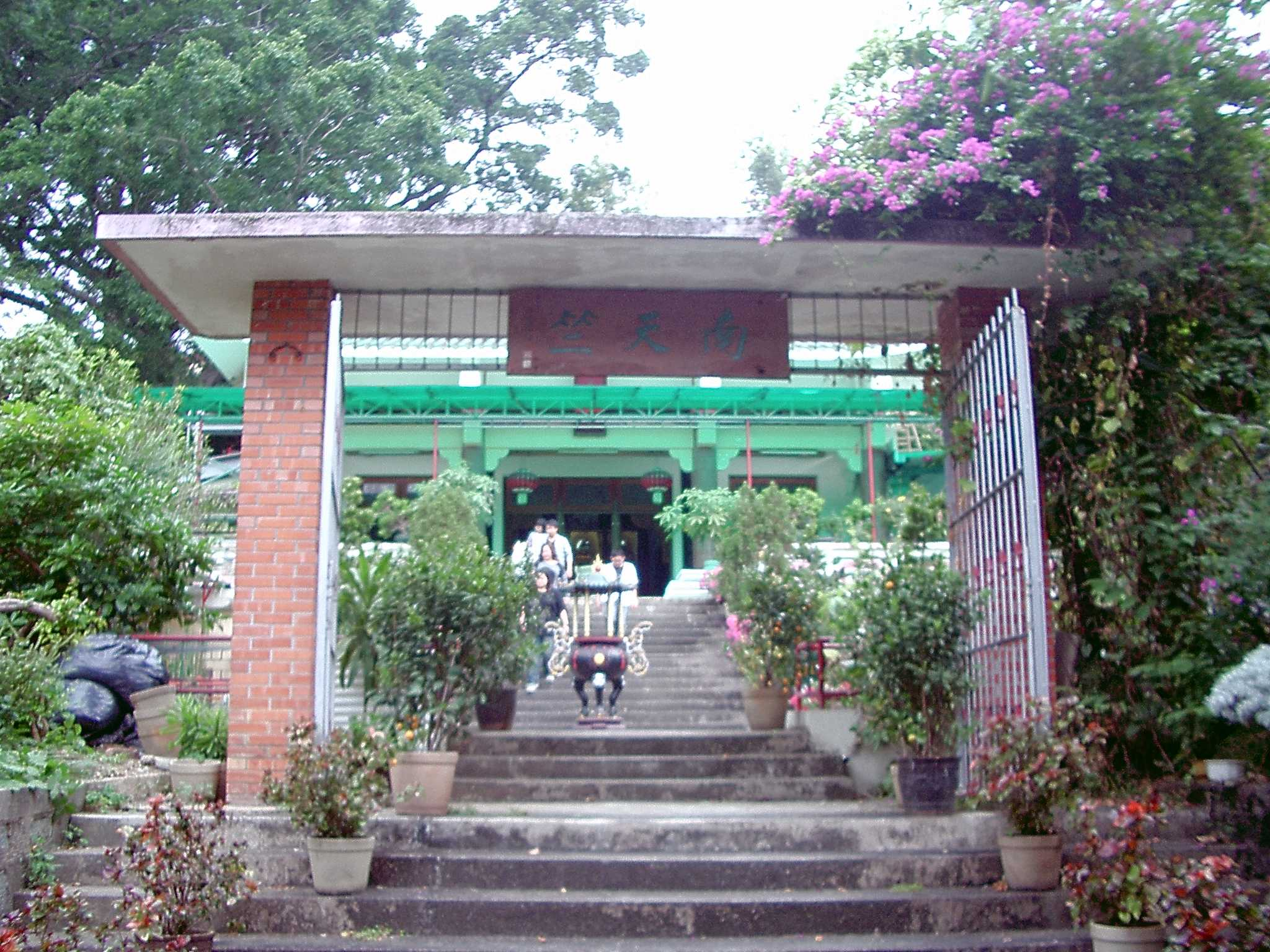
南天竺寺的入口

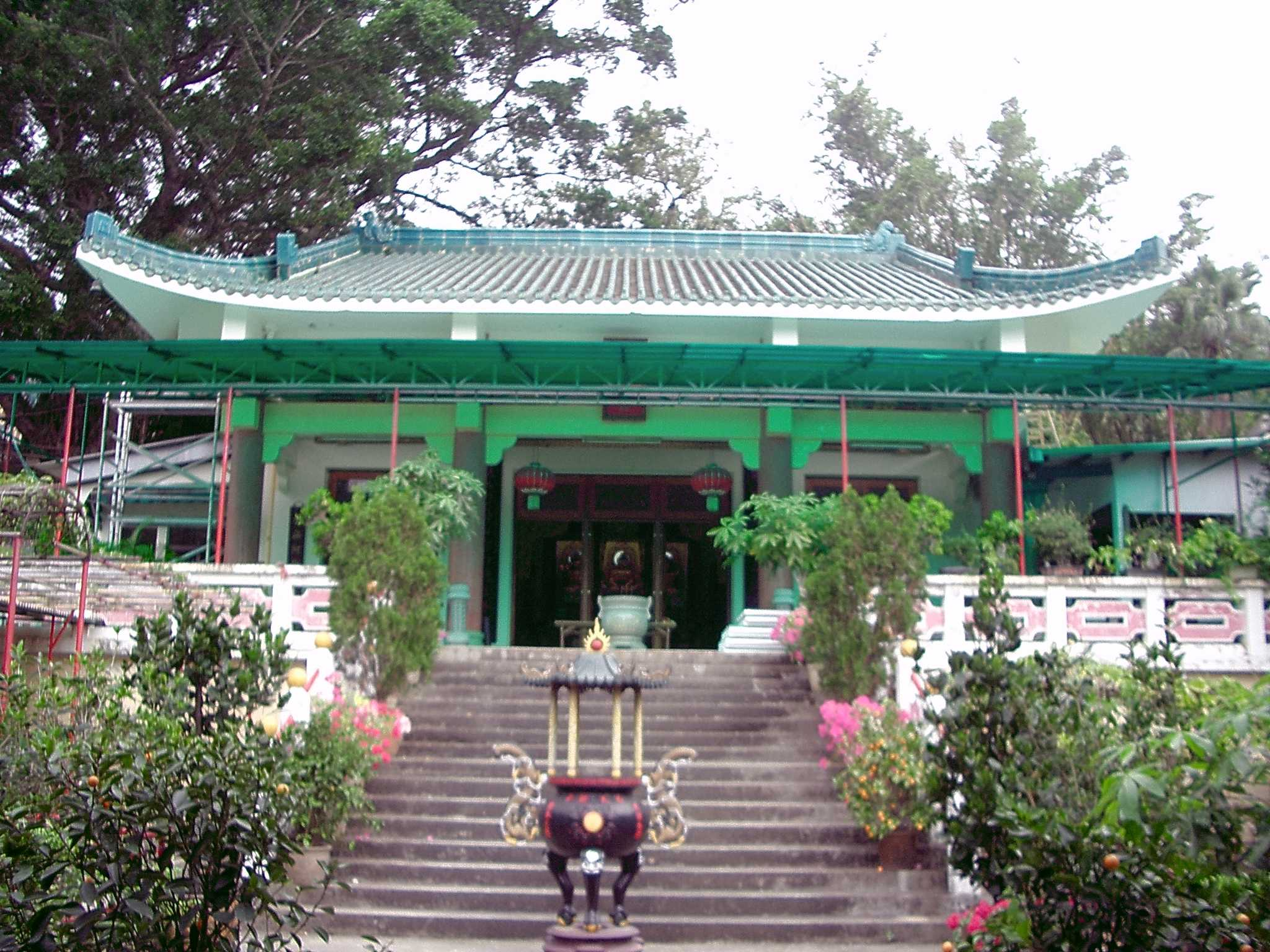
南天竺寺的大雄寶殿

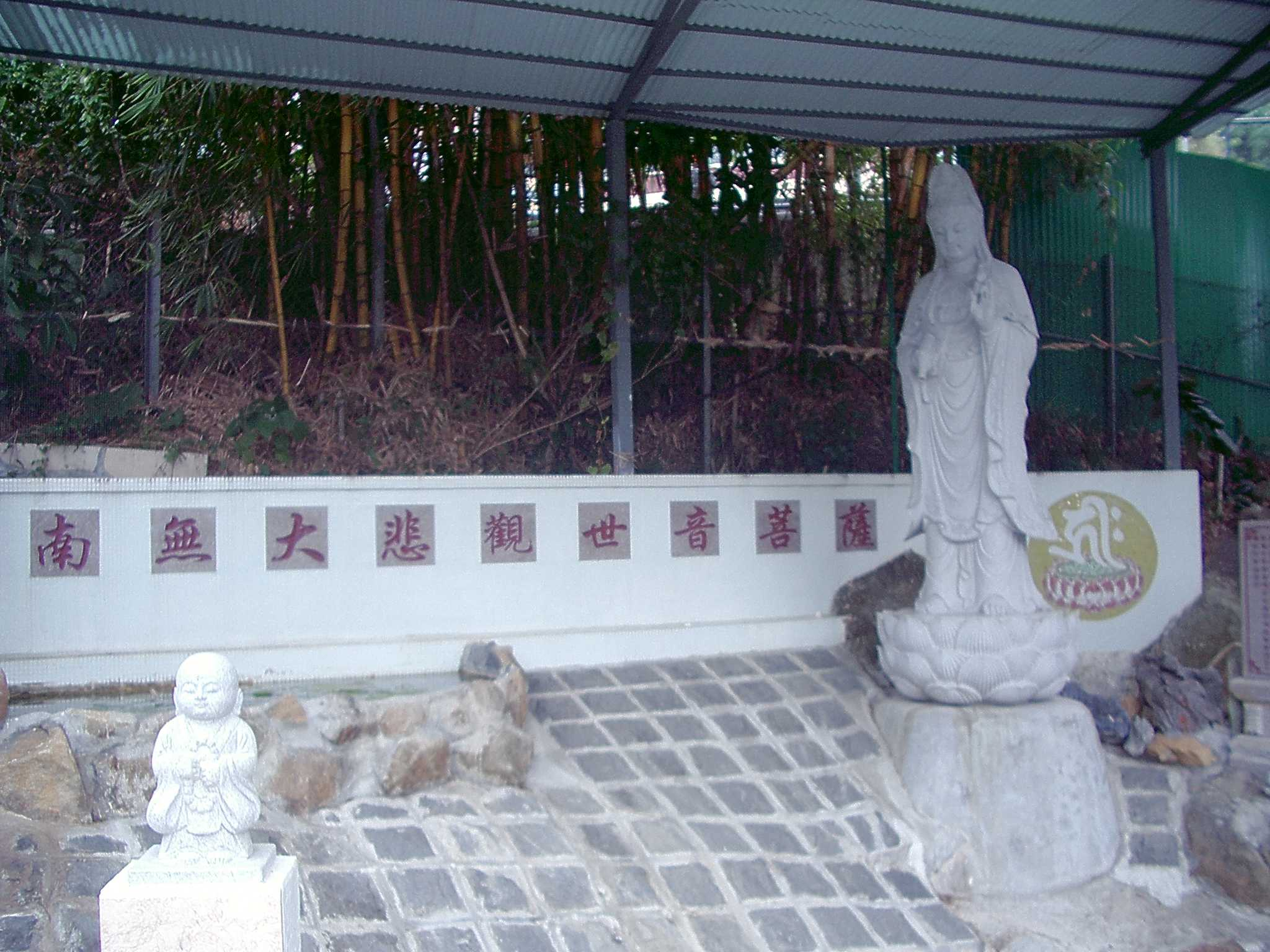
南天竺寺的南無大悲觀世音菩薩雕像

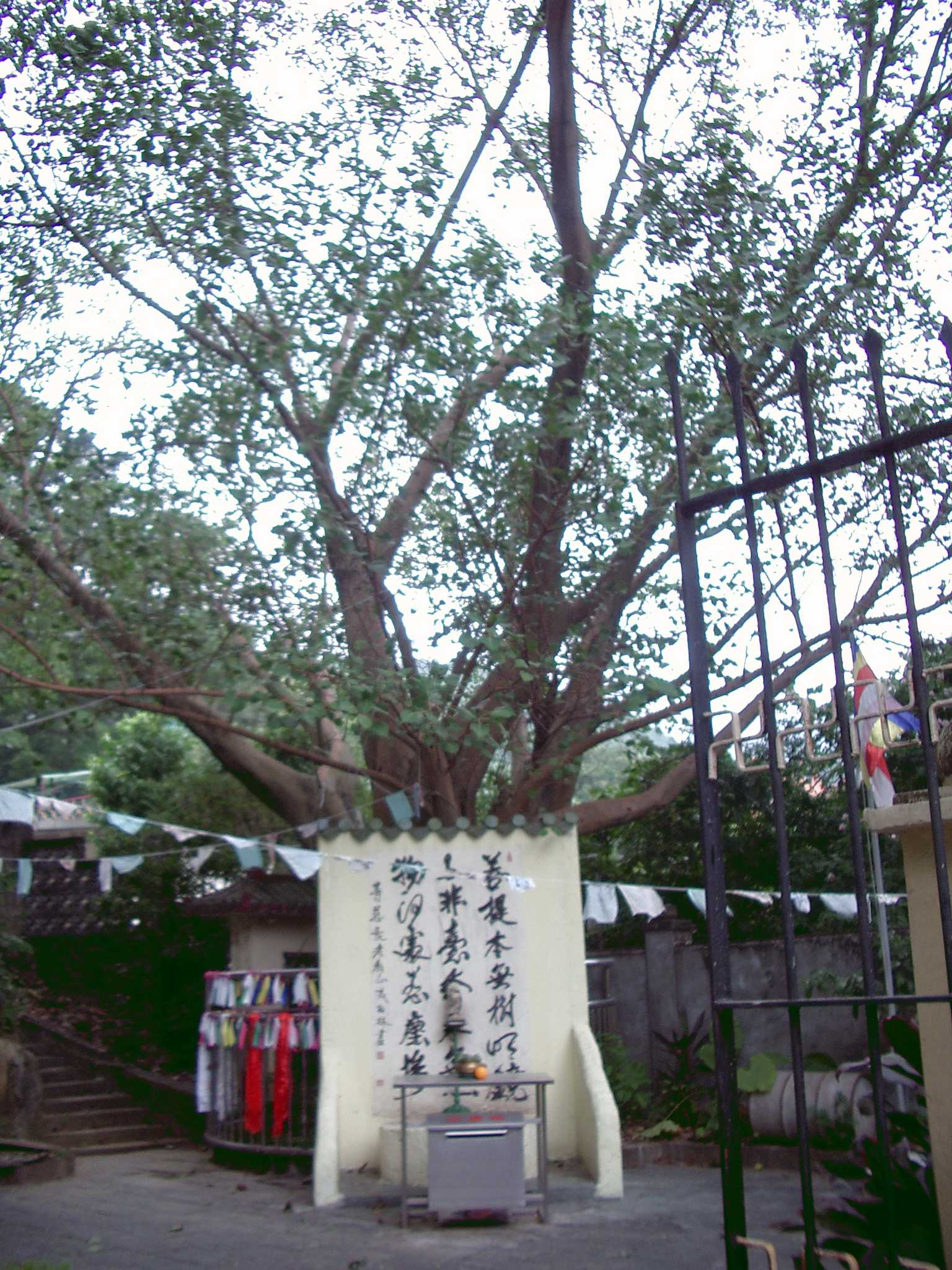
南天竺寺的菩提樹

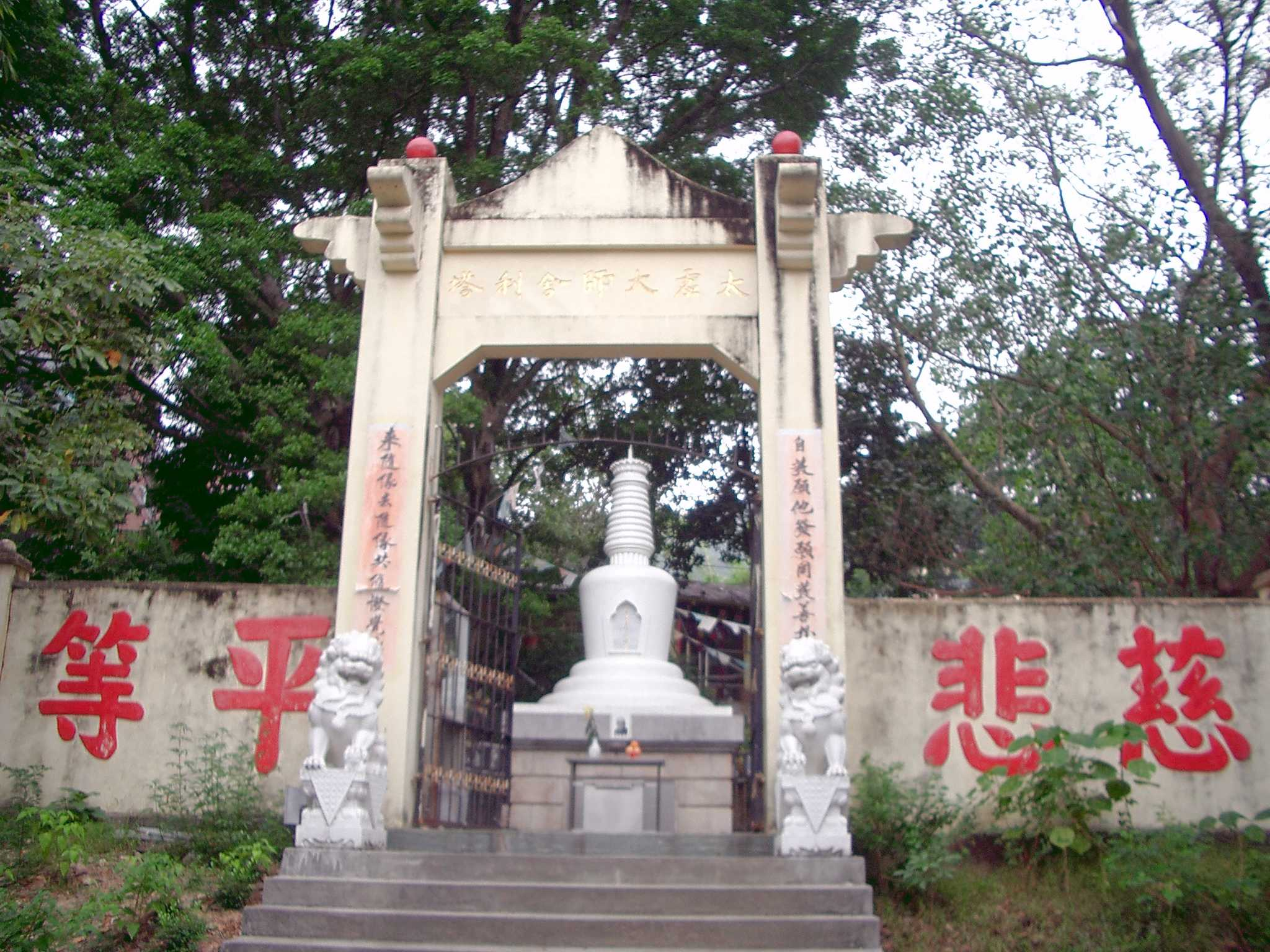
南天竺寺的太虛大師舍利塔

南天竺寺（英文：Nam Tin Chuk Temple）位於香港新界荃灣區的芙蓉山，佔地7萬多平方英呎，成立於1935年的佛教寺廟。

## 建築特色
- 山門黑色柚木金漆橫匾：南天竺寺；黑色柚木金漆對聯：「南海為觀音應化道場，正好看成祗這是；天竺乃釋迦出生國土，隨緣示現豈徒然。」
- 大雄寶殿供奉華嚴三聖（釋迦、文殊及普賢）的雕像。
- 戶外花園池塘供奉觀世音菩薩的雕像。
- 太虛大師舍利塔及菩提樹。
  - 菩提樹的壁上有禅宗六祖惠能的偈子：「菩提本無樹，明鏡亦非臺；本來無一物，何處惹塵埃？」

## 交通
- 私家車或的士（Taxi）：設有大型停車場可供駕駛人士使用。
- 專線小巴85號，來往荃灣的兆和街至南天竺寺

## 鄰近的觀光熱點
- 曹公潭
- 三疊潭
- 圓玄學院
- 竹林禪院
- 東林念佛堂